# سعيد دروزة
سعيد سميح دروزة (مواليد 1957) هو وريث أعمال ومدير أعمال أردني. يشغل منصب رئيس مجلس الإدارة والرئيس التنفيذي لشركة أدوية الحكمة، وهي شركة تصنيع أدوية عامة متعددة الجنسيات مدرجة في مؤشر فوتسي 100 أسسها والده.
وُلِد في مايو 1957،  وهو ابن سميح دروزة، مؤسس شركة أدوية الحكمة، التي انضم إليها عام 1980.  حصل على درجة البكالوريوس في الهندسة الصناعية من جامعة بيردو في الولايات المتحدة، ودرجة الماجستير في إدارة الأعمال من إنسياد .  تم تعيين دروزة رئيس تنفيذي في يوليو 2007، ورئيسًا لمجلس الإدارة في مايو 2014. 

## روابط خارجية
- موقع أدوية الحكمة